# Redcats
 (février 2025).
Redcats est un groupe d’entreprises commerciales dirigé par Jean-Michel Noir. Ce groupe est spécialisé dans la distribution internationale de mode et de décoration sur Internet.
Selon les marques, les produits de Redcats sont distribués sur des sites de vente en ligne, dans des magasins et par catalogues.

## Histoire
Anciennement Groupe La Redoute, Redcats est un groupe français fondé en 1999.
Dès la fin des années 1990, le groupe procède à des acquisitions de marques internationales.
Actif en 2012 sur tous les segments de marché, Redcats fédère un portefeuille de 17 marques pour femmes, enfants et hommes, européennes et américaines.
Consécutif à l’arrivée de Jean-Michel Noir en tant que président-directeur général du groupe en 2009, Redcats mise sur le canal Internet pour développer pleinement ses activités.
En 2010, Redcats compte plus de 26 millions de clients actifs dans 31 pays et réalise 57 % de son chiffre d’affaires via ses 70 sites marchands. Sur l’ensemble de ces sites, le groupe attire 54 millions de visiteurs par mois dans le monde.
Redcats adopte en 2010 une nouvelle identité visuelle et en 2011 un nouveau site Internet institutionnel.
Redcats se sépare des marques Somewhere en 2011, et Vertbaudet et Cyrillus en 2013.

### Commerce sur internet
Pionnier de la vente par correspondance, le groupe PPR recrute en 2009 Jean-Michel Noir pour assurer la présidence de Redcats. Promu à la tête de la multinationale pour succéder à Thierry Falque-Pierrotin, le nouveau PDG de Redcats a pour mission d’accélérer la mutation du groupe à l’ère du numérique.
À partir de 2009, Redcats investit dans le commerce électronique : sites de vente en ligne, magazines de mode en ligne.

## Organisation

### Le réseau
Présent dans le monde entier, le groupe comptabilise en 2011 plus de 70 sites web marchands. En plus de l'activité sur internet, il a son propre réseau de magasins et une offre catalogue.

### Les marques
Redcats vend des produits d'habillement de la personne, de décoration de la maison et des articles de sport.

#### Les enseignes européennes
Redcats possède plusieurs marques en Europe :
- La Redoute - vendu en 2014 [9]
- Vertbaudet - vendu en 2013
- Cyrillus - vendu en 2013
- Somewhere - cédée en 2011 à son management
- Daxon
- Ellos
- Stella McCartney Kids
- Castaluna [10]

#### Les enseignes américaines
Aux États-Unis, Redcats spécialise son offre avec une mode « grandes tailles » pour hommes et femmes, distribuée sur ses sites Internet (regroupées sur le site marchand communautaire dédié aux grandes tailles, OneStopPlus.com) et en magasins pour la marque Avenue :
- Jessica London
- Roaman’s
- Woman Within
- KingSize
- Avenue
- L’activité « sport & outdoor » de Redcats est constituée des deux marques : The Sportsman's Guide et The Golf Warehouse.

BrylaneHome se consacre à l’équipement de la maison et de la décoration.

#### L’activité en Asie et en Amérique du Sud
Redcats gère des bureaux d’achat en Asie et au Brésil.